# HIStory/Ghosts
"HIStory/Ghosts" er en single fra Michael Jacksons album Blood on the Dance Floor.
I den tilhørende musikvideo kan man  se Michael Jackson i et kæmpe stort og uhyggeligt slot.
| Musik | Spire Denne musikartikel er en spire som bør udbygges. Du er velkommen til at hjælpe Wikipedia ved at udvide den. |